# Гаврилки (Польща)
Гаврилки (Гаврилкі, пол. Hawryłki) — село в Польщі, у гміні Ботьки Більського повіту Підляського воєводства. Населення — 69 осіб (2011).

## Історія
У XIX столітті в селі ще мешкали українці, які належали до православної парафії в Ботьках.
У 1975—1998 роках село належало до Білостоцького воєводства.

## Демографія
Демографічна структура станом на 31 березня 2011 року:
|          | Загалом | Допрацездатний вік | Працездатний вік | Постпрацездатний вік |
| -------- | ------- | ------------------ | ---------------- | -------------------- |
| Чоловіки | 35      | 5                  | 25               | 5                    |
| Жінки    | 34      | 5                  | 19               | 10                   |
| Разом    | 69      | 10                 | 44               | 15                   |